# Semmering Schnellstraße
De Semmering Schnellstraße (S6) is een autosnelweg in Oostenrijk. De weg is een verbinding tussen de A2 bij knooppunt Seebenstein en de A9 bij Sankt Michael in Obersteiermark. De weg kent enkele tunnels en zorgt voor aanzienlijk minder verkeer in de dorpen in de omgeving van Semmering.
Autobahnen: A1 · A2 · A3 · A4 · A5 · A6 · A7 · A8 · A9 · A10 · A11 · A12 · A13 · A14 · A21 · A22 · A23 · A24 · A25 · A26
Schnellstraßen: S1 · S2 · S3 · S4 · S5 · S6 · S7 · S8 · S10 · S16 · S18 · S31 · S33 · S34 · S35 · S36 · S37